# Curcuma gracillima
Curcuma gracillima är en enhjärtbladig växtart som beskrevs av François Gagnepain. Curcuma gracillima ingår i släktet Curcuma och familjen Zingiberaceae. Inga underarter finns listade i Catalogue of Life.